# Junee Shire Council
Junee Shire Council is een Local Government Area (LGA) in de Australische deelstaat New South Wales. Junee Shire Council telt 5.922 inwoners. De hoofdplaats is Junee.